# Orden de la Horca
La Orden de la Horca es un nombre dado por la Biblioteca del Congreso de los Estados Unidos al telegrama del presidente del Consejo de Comisarios del Pueblo Vladímir Lenin sobre la supresión de la revuelta campesina en la gobernación de Penza. El telegrama fue dirigido a los bolcheviques de Penza Vasili Kuráiev (presidente del Sóviet de Penza), Yevguenia Bosh (presidenta del Comité del Partido de la gobernación de Penza) y Aleksandr Minkin (presidente del Comité Ejecutivo Provisional de Penza) y fechada el 11 de agosto de 1918. El manuscrito del telegrama lleva el membrete del presidente del Consejo de Comisarios del Pueblo (Sovnarkom), Vladímir Lenin.

## Antecedentes históricos
Durante el verano de 1918, muchas de las ciudades centrales de Rusia, incluyendo Moscú y Petrogrado, fueron aisladas de las regiones productoras de granos de Ucrania, Cáucaso septentrional y Siberia por la guerra civil. Como resultado, cientos de miles de personas estaban al borde de la hambruna. La gobernación de Penza era crítico en el suministro de alimentos a las ciudades, pero el gobierno utilizó medidas drásticas, como la prodrazvyorstka (requisición forzada), para recoger el grano de los campesinos. El Comité Central envió a Yevgenia Bosh para supervisar la recolección de grano.
Una revuelta campesina estalló en la aldea de Kúchkino del uyezd de Penza el 5 de agosto de 1918, en oposición a la requisición, y pronto se extendió a las regiones vecinas. 
Mientras que el presidente del Sóviet de Penza Vasili Kuráiev se opuso al uso de la fuerza militar y argumentó que los esfuerzos de propaganda serían suficientes, Bosh insistió en el uso de las ejecuciones militares y en masa. El 8 de agosto de 1918, las fuerzas soviéticas habían aplastado la revuelta, pero la situación en la provincia se mantuvo tensa, y una rebelión dirigida por miembros del Partido Social-Revolucionario (SR) estalló en la ciudad de Chembar el 18 de agosto. Lenin envió varios telegramas a Penza exigiendo medidas más duras en la lucha contra los kuláks, campesinos e izquierdistas insurgentes del SR.

## Telegrama del 11 de agosto de 1918

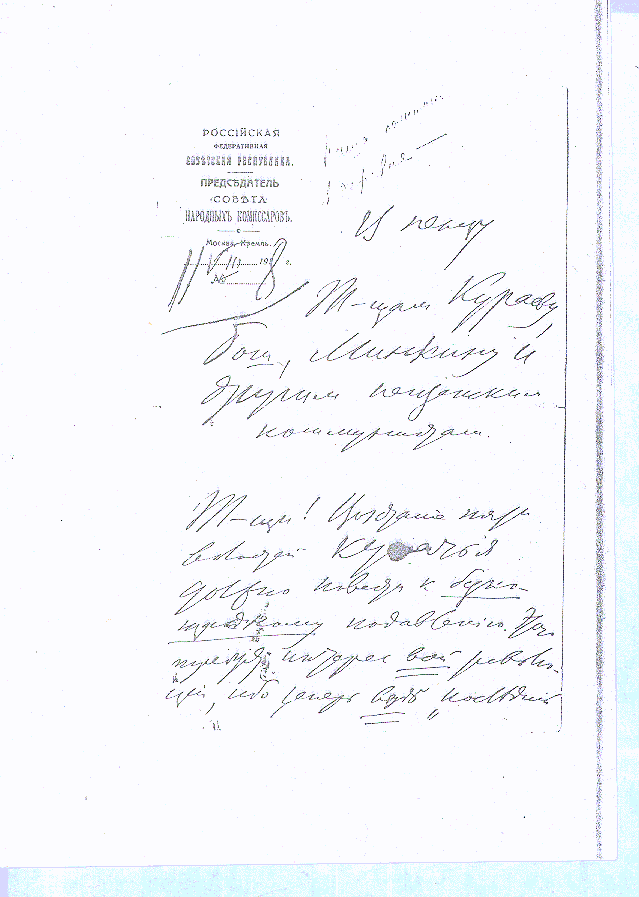
1ª página del manuscrito del telegrama

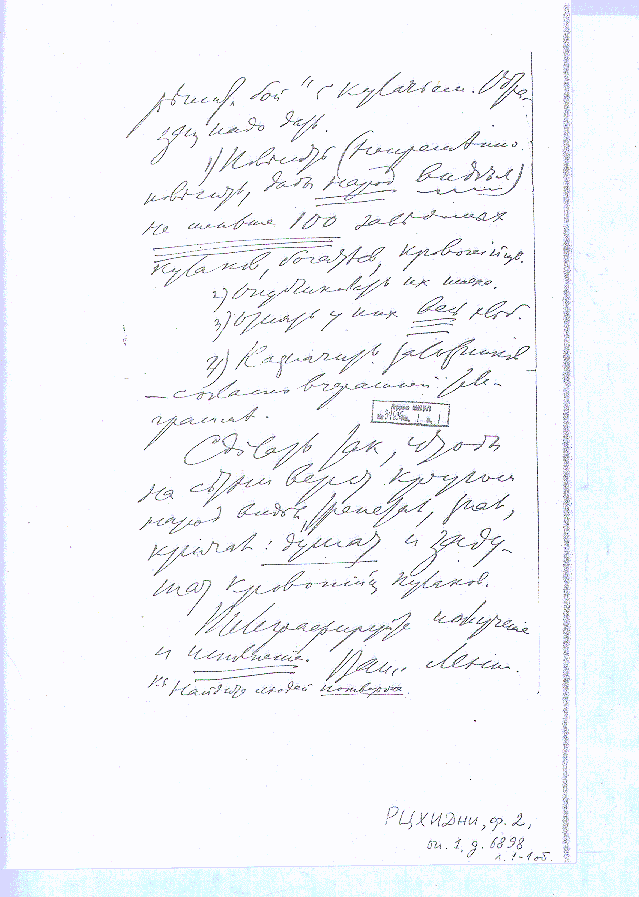
2ª página del manuscrito del telegrama

En particular, un telegrama (de fecha 11 de agosto de 1918) instruyó a los comunistas que operaban en el área de Penza a colgar públicamente al menos cien kuláks, a dar a conocer sus nombres, a confiscar sus granos y a designar a varios rehenes. Todavía se desconoce si alguien fue realmente ahorcado según esta orden. El 19 de agosto de 1918, Lenin envió otro telegrama a Penza expresando exasperación y modificando sus anteriores instrucciones:

La llamada "Orden de la Horca" de Lenin fue discutida durante una controversia sobre el documental de la BBC Lenin's Secret Files (1997) basado en las conclusiones de Robert Service en los archivos soviéticos. Esta es la traducción desde el inglés del telegrama original ruso:

"¡Camaradas! La insurrección de cinco distritos kulak debe ser impíamente suprimida. Los intereses de toda la revolución lo exigen porque "la última batalla decisiva" con los kuláks está en marcha en todas partes. Hay que dar ejemplo.
1. Colgad (y asegurarse de que el ahorcamiento tiene lugar a plena vista de la gente) no menos de cien kuláks reconocidos, ricachones, sanguijuelas.
2. Publicad sus nombres.
3. Quitadles todo su grano.
4. Designad rehenes de acuerdo con el telegrama de ayer.

Hacedlo de tal manera que por cientos de kilómetros alrededor la gente pueda ver, temblar, saber, gritar: "Estrangulan, y estrangularán hasta la muerte, a los kuláks sanguinarios".
Telegrafiad la recepción y ejecución.
Atentamente, Lenin.
P.S. Encontrad a gente realmente dura".